# لي سمولين
لي سمولين (بالإنجليزية: Lee Smolin)‏ (ولد في 6 يونيو في العام 1955 – م)،  وهو عالم فلك، وفيزيائي نظري، وأكاديمي، وكاتب غير روائي، وأستاذ جامعي من الولايات المتحدة الأمريكية . وُلد في مدينة نيويورك.  
هو عضو في هيئة التدريس في معهد PITP، وهو مركز أبحاث مستقل في الفيزياء النظرية، يقع في واترلو، أونتاريو، كندا.
وهو أستاذ مساعد في الفيزياء في جامعة واترلو وعضو كلية الدراسات العليا في قسم الفلسفة في جامعة تورنتو.
ينتقد كتاب سمولين «المشكلة مع الفيزياء» نظرية الأوتار كنظرية علمية قابلة للتطبيق.
أصبح أخوه ديفيد سمولين أستاذاً في كلية كمبرلاند للقانون في بيرمنغهام، ألاباما.

## التعليم
تعلم في جامعة هارفارد، وجامعة سينسيناتي، وكلية هامبشير، وحصل على درجة الدكتوراه في الفيزياء النظرية من جامعة هارفارد في العام 1979م.

## روابط خارجية
- لي سمولين على موقع ميوزك برينز (الإنجليزية)
- لي سمولين على موقع ميوزك برينز (الإنجليزية)
- لي سمولين على موقع إن إن دي بي (الإنجليزية)